# Cardiochiles bequaerti
Cardiochiles bequaerti är en stekelart som beskrevs av Charles Thomas Brues 1926. Cardiochiles bequaerti ingår i släktet Cardiochiles och familjen bracksteklar. Inga underarter finns listade.